# Risleya atropurpurea
Risleya atropurpurea är en orkidéart som beskrevs av George King och Robert Pantling. Risleya atropurpurea ingår i släktet Risleya och familjen orkidéer. Inga underarter finns listade i Catalogue of Life.